# Румянцев, Николай Иванович
Николай Иванович Румянцев (1914—1992) — военный инженер-механик, участник советско-финской и Великой Отечественной войн, начальник Высшего военно-морского инженерного училища имени В. И. Ленина, инженер-вице-адмирал.

## Биография
Николай Иванович Румянцев родился 14 мая 1914 года (в других источниках 22 мая) в Москве.
В сентябре 1933 года поступил и в 1938 году окончил механический сектор Высшего военно-морского училища имени т. Ф. Э. Дзержинского.
Был назначен командиром машинной группы, затем командиром электромеханического сектора БЧ-5 миноносца «Стремительный» бригады эсминцев Балтийского флота, с 1939 года — командиром электро-механической боевой части корабля. Участник советско-финской войны 1939—1940 годов.
С июля 1940 года — начальник 1-го дивизиона бригады миноносцев Северного флота, участник Великой Отечественной войны, обороны Советского Заполярья.
С июля 1941 года — командир БЧ-5 эскадренного миноносца «Грозный» Северного флота. Принимал участие в трёх набеговых и 25 конвойных операциях союзных и отечественных кораблей. В начале 1943 года на эсминце вместе с Румянцевым Н. И. рулевым-сигнальщиком служил будущий знаменитый писатель Валентин Саввич Пикуль.
В 1943 году Румянцев Н. И. назначен командиром БЧ-5 эскадренного миноносца «Осмотрительный», затем флагманским инженер-механиком отряда строящихся кораблей в городе Молотовске (ныне Северодвинск), принимал непосредственное участие в работах по вводу в строй больших охотников «Штурман» и «Кировец», сторожевого корабля «СКР-29» и подводной лодки «С-17».
С мая 1944 года — помощник флагманского инженер-механика по живучести бригады эскадренных миноносцев и помощник флагманского инженер-механика эскадры кораблей Северного флота. В этих должностях принимал участие в 20 боевых операциях кораблей флота.
С 1949 года — инженер-механик бригады эскадренных миноносцев Северного флота, с 1950 года — инженер контрольно-приёмного аппарата Технического управления ВМС.
В марте 1952 года назначен флагманским инженер-механиком 6-й эскадры Северного флота.
С октября 1954 года заместитель начальника по вооружению и судоремонту Северного флота.
В 1957 году капитан 2 ранга-инженер Румянцев был назначен начальником паросилового факультета, а с 26 декабря 1959 года — начальником Ленинградского высшего военно-морского инженерного училища в городе Пушкин.
В 1971 году присвоено звание вице-адмирал-инженер.
С марта 1971 года был председателем Учёного Совету по приёму к защите диссертаций и утверждению учёной степени кандидата технических наук по двум специальностям: вооружение и военная техника и автоматическое управление и регулирование.
В сентябре 1975 года уволен в запас.
Умер 8 июня 1992 года. Похоронен на Казанском кладбище в г. Пушкине, в черте Санкт-Петербурга.

## Награды
- Орден Ленина (1954),
- Орден Красного Знамени (1953),
- Орден Отечественной войны I степени (1944),
- Орден Отечественной войны 2 степени (1945),
- Орден Красной Звезды (1942, 1949, 1950),
- Орден За службу Родине в Вооружённых Силах 3 степени
- Медали «За боевые заслуги»; «За отвагу» «Ушакова», «Нахимова» и многие другие[3].